# Десен летящ отряд
Десен летящ отряд е военна част на Действуващата Руска армия в Руско-турската война (1877 – 1878).
Десният летящ отряд е формиран в началото на ноември 1877 г. в хода на обсадата на Плевен. Включва насочени от Кавалерийския корпус подразделения от 2-ра гвардейска конна дивизия: 2718 кавалеристи и 14 конни оръдия. Командир на отряда е генерал-майор Николай Леонов. Главната му задача е провеждането на действия, които да дезориентират Орханийската османска армия.
Прекъсва комуникацията по западния бряг на река Ви на Западната османска армия, която е обсадена в Плевен. Освобождава селищата по направлението Враца – Оряхово. С дръзко нападение превзема Враца. Установява връзка с части на Сръбската армия в района на блокадата на Видинската крепост.
В края на ноември 1877 г. преминава на оперативно подчинение на Западния руски отряд с командир генерал-лейтенант Йосиф Гурко. В хода на битката при Правец, провежда демостративно нападение на село Новачене, което разконцентрира османските сили. Участва в зимното преминаване на Западния отряд на Стара планина при Петроханския проход.